# 硒酸铵
硒酸铵是一种无机化合物，白色，化学式为(NH4)2SeO4，相对分子质量为179.04，折射率为1.5630，密度为2194kg/m³（20℃下）。

## 制备及性质
硒酸铵可由亚硒酸铵在溶液中的电解氧化得到。
硒酸铵受热分解。